# Bítovánky (rybník)
Rybník Bítovánky se nachází u osady Bítovánky asi 1 km východně od centra obce Bítovany v okrese Chrudim. Má zhruba obdélníkový tvar orientovaný ve směru sever - jih a leží na říčce Bítovanka. V roce 2014 byl revitalizován a odbahněn, pod hrází při tom byla vybudována malá tůň. Rybník slouží jako soukromý rybářský revír pro sportovní rybolov.

## Galerie

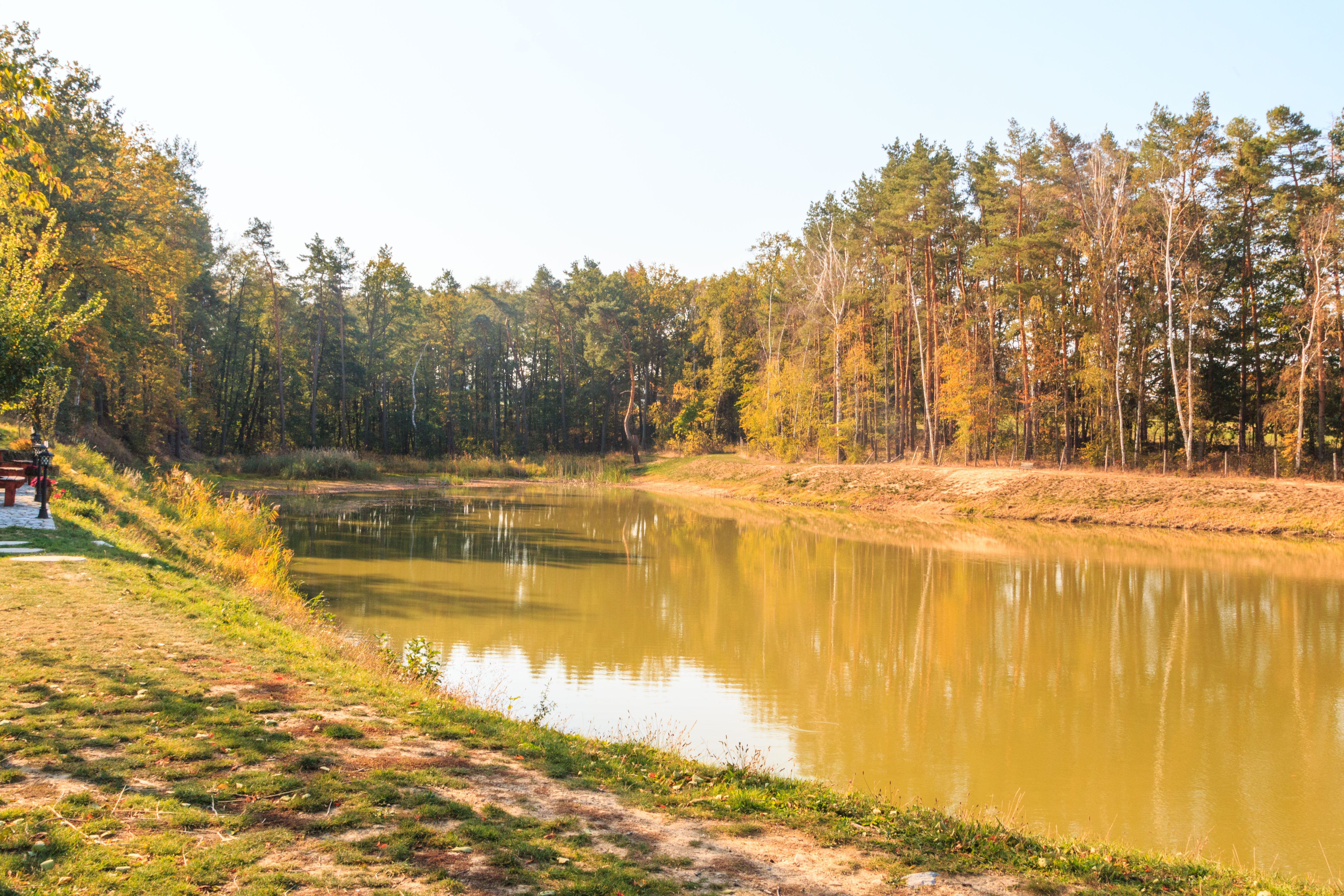
pohled na rybník Bítovánky
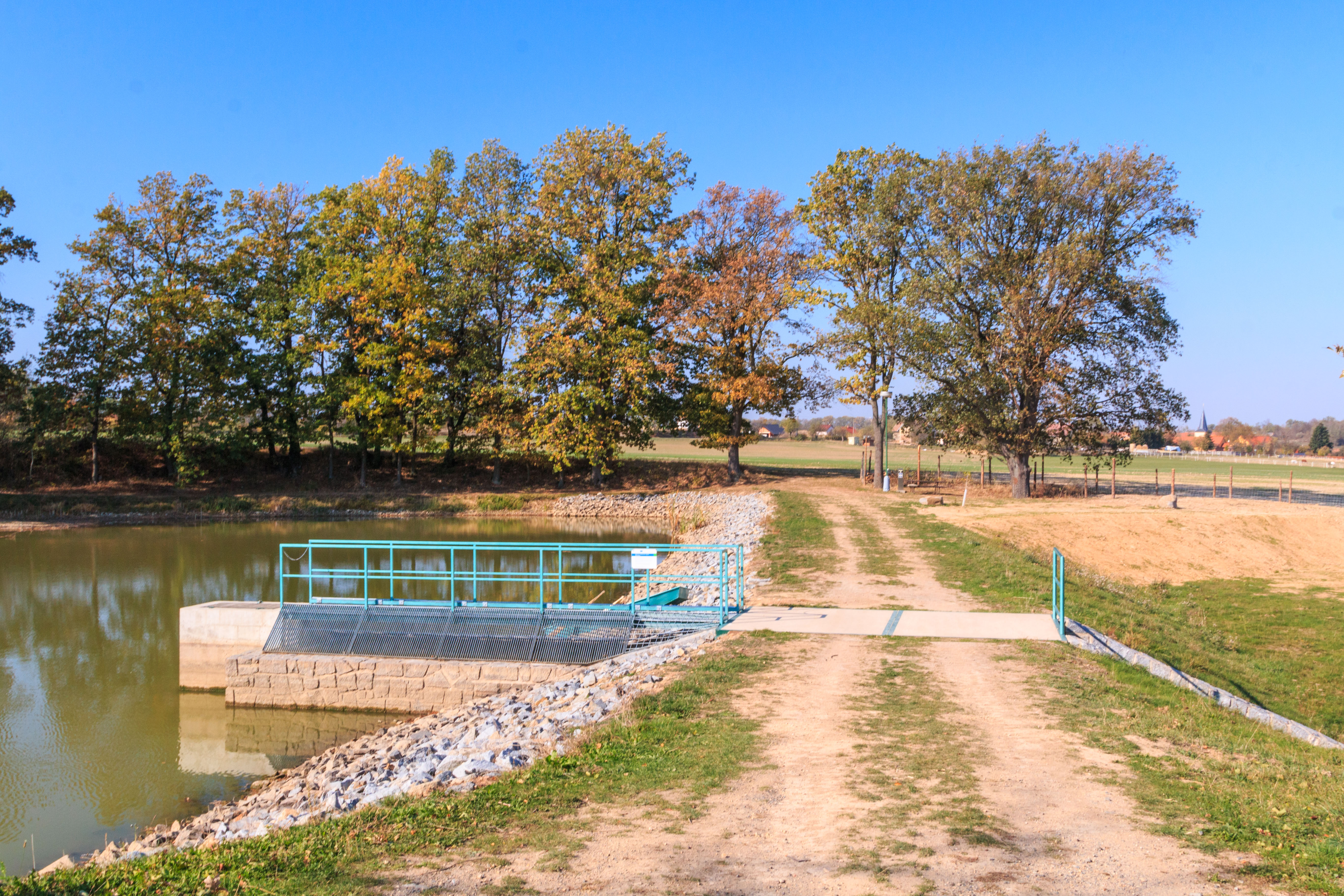
pohled na rybník Bítovánky
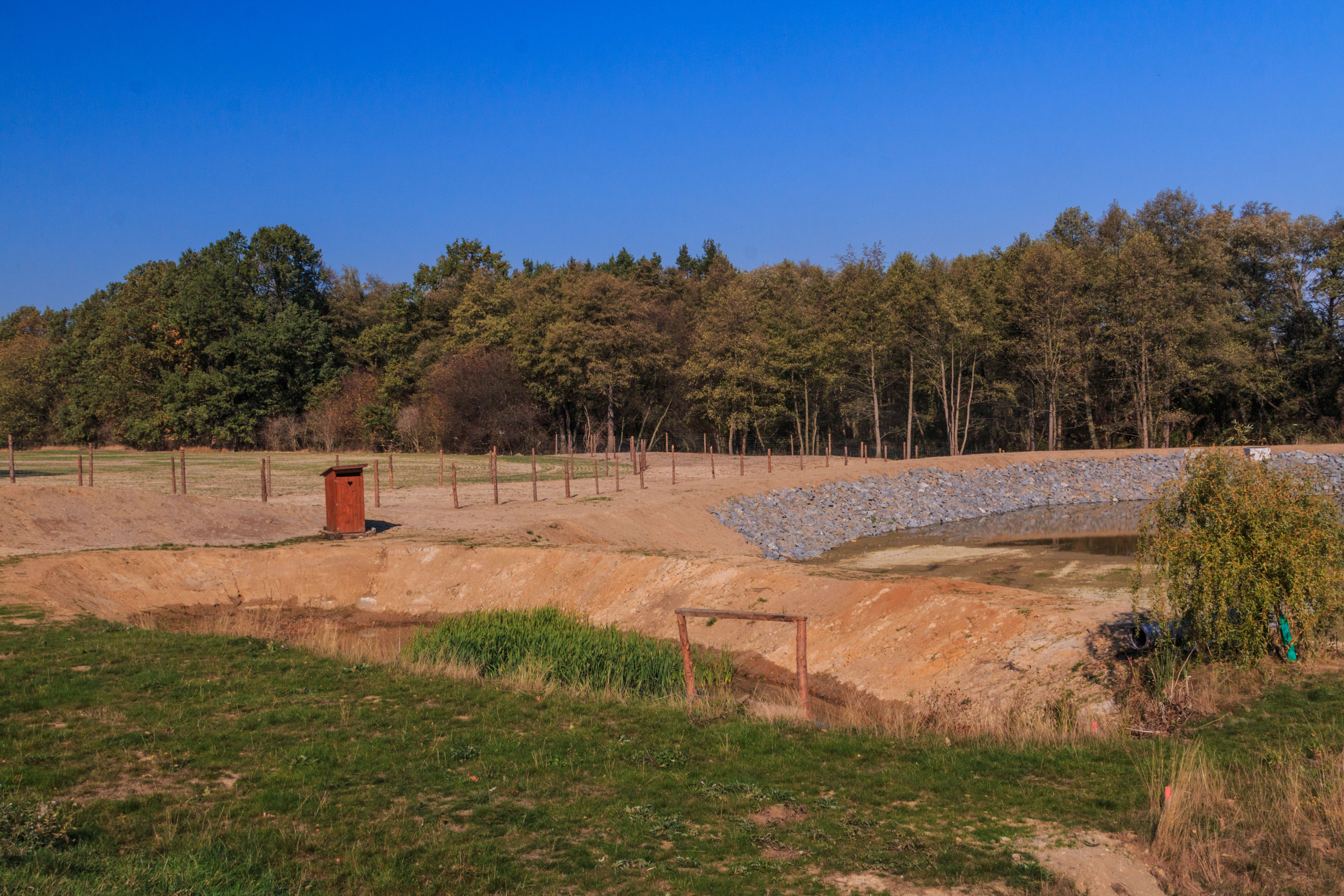
pohled na rybník Bítovánky
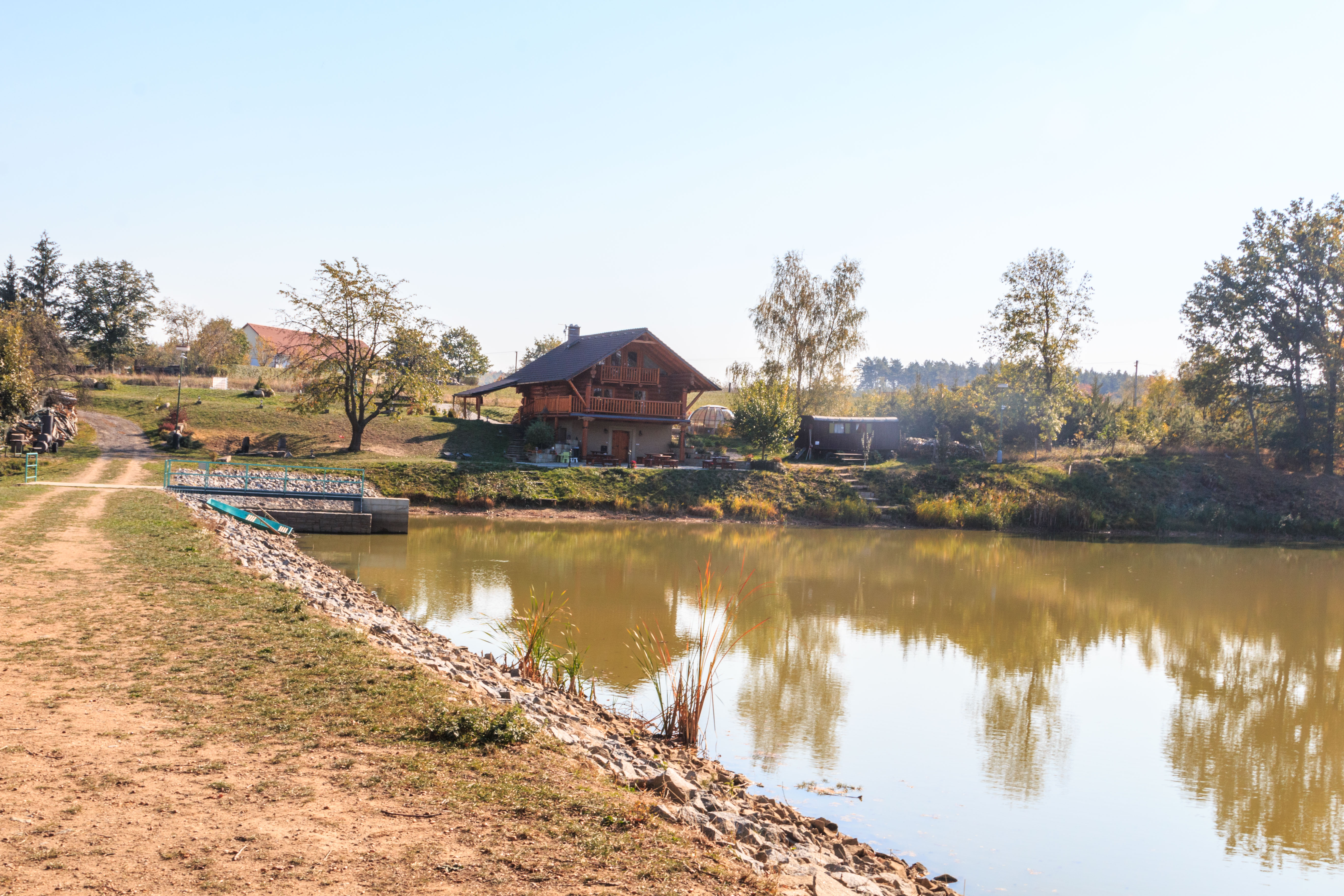
pohled na rybník Bítovánky